# Hoplocephalus
Hoplocephalus es un género de serpientes venenosas de la familia Elapidae que se distribuyen por la mitad este de Australia.

## Especies
Se reconocen las dos siguientes según The Reptile Database:
- Hoplocephalus bitorquatus (Jan, 1859)
- Hoplocephalus bungaroides (Schlegel, 1837)
- Hoplocephalus stephensii Krefft, 1869